# (32) Pomona
(32) Pomona – planetoida z pasa głównego planetoid okrążająca Słońce w ciągu 4 lat i 59 dni w średniej odległości 2,59 j.a. Została odkryta 26 października 1854 roku w Paryżu przez Hermanna Goldschmidta. Nazwa planetoidy pochodzi od Pomony, rzymskiej bogini sadów, ogrodów i drzew owocowych.